# Junonia asterie
Junonia asterie är en fjärilsart som beskrevs av Carl von Linné 1758. Junonia asterie ingår i släktet Junonia och familjen praktfjärilar. Inga underarter finns listade i Catalogue of Life.